# Trastorno de compra compulsiva
El trastorno de compras compulsivas (TCC) (del inglés compulsive buying disorder (CBD)) es un trastorno psicológico del control de impulsos, caracterizado por preocupaciones excesivas relacionadas con las compras y por la necesidad irresistible de comprar de forma masiva objetos superfluos, acompañados de sentimientos de ansiedad, irritabilidad o malestar, y consecuencias adversas como el endeudamiento. Tras el alivio momentáneo al realizar la conducta adictiva, la persona experimenta sentimientos de culpabilidad.
La mayoría de las personas con TCC cumplen con los criterios de los trastorno del Eje II o de personalidad. 
En Estados Unidos, se da una prevalencia del 5,8% de la población, y aproximadamente el 80% de los afectados son mujeres.

## Características
Este trastorno frecuentemente es comórbido a trastornos del estado de ánimo, ansiedad, abuso de sustancias y trastornos alimentarios. Las personas que puntúan con altas puntuaciones en la escala de compras compulsivas tienden a comprender y valorar mal sus sentimientos, teniendo dificultad para distinguir entre deseo y necesidad, además de tener poca tolerancia a los estados psicológicos desagradables, tales como el mal humor, la tristeza, la soledad, y la frustración. El inicio del TCC se produce en la adolescencia y alrededor de los veinte años, generalmente de curso crónico. El TCC es similar a otros trastornos, como el síndrome de acaparador compulsivo y la manía. La compra compulsiva no se limita a las personas que sobrepasan las compras más allá de sus medios y posibilidades, sino que también incluye a personas que emplean una cantidad excesiva de tiempo yendo de compras o que crónicamente planifican comprar cosas, aunque nunca las compre. Actualmente se investiga el uso de medicamentos inhibidores selectivos de la recaptación de serotonina (ISRS) y terapia de grupo de apoyo, como los Deudores anónimos.

## Criterios diagnósticos
Los criterios diagnósticos utilizados como referencia para determinar si la persona cursa con el cuadro patológico son:
1. Presencia de impulsos excesivos y recurrentes por comprar, que producen importantes problemas personales y familiares.
2. Impulsividad y repetición de la conducta de compra, pese a las consecuencias negativas que trae esta conducta para la persona.
3. Necesidad urgente de comprar.
4. Intentos fracasados de controlar gastos.
5. La existencia de consecuencias negativas tangibles de comprar excesivamente, como agotamiento marcado, deterioro social o laboral, y problemas financieros o familiares.

## Tratamiento
El tratamiento consiste en tomar conciencia de la adicción a través de terapia individual o de grupo. La investigación realizada por Michel Lejoyeux y Weinstein Aviv sugiere que el mejor tratamiento posible para este trastorno es la terapia cognitivo-conductual.